# Lucas De Bolle
Lucas De Bolle (Edinburgh, 22 oktober 2002) is een Schots-Belgisch voetballer die onder contract ligt bij Newcastle United.

## Clubcarrière
De Bolle werd geboren in Schotland als zoon van Belgische ouders. Hij sloot zich in 2015 aan bij de jeugdopleiding van Newcastle United. Daarvoor speelde hij bij Wallsend Boys Club. In de zomer van 2021 ondertekende hij zijn eerste profcontract bij Newcastle.
Op 1 september 2022 kondigde Newcastle aan dat het contract van De Bolle met twee jaar was verlengd, en dat de Belgische Schot in het seizoen 2022/23 aan de Schotse tweedeklasser Hamilton Academical werd uitgeleend. De Bolle speelde dat seizoen zeventien wedstrijden in de reguliere competitie en vier wedstrijden in de barragewedstrijden voor het behoud, waarin Hamilton Academical in de finale onderuit ging tegen Airdrieonians FC. In de Scottish Cup en de Scottish League Cup speelde hij opgeteld vijf wedstrijden.

## Interlandcarrière
Op 22 september 2022 maakte De Bolle zijn debuut voor Schotland –21.
1 Dúbravka ·
2 Trippier ·
4 Botman ·
5 Schär ·
6 Lascelles  ·
7 Joelinton ·
8 Tonali ·
9 Wilson ·
10 Gordon ·
11 Barnes ·
13 Targett ·
14 Isak ·
17 Krafth ·
18 Osula ·
19 Vlachodimos ·
20 Hall ·
21 Livramento ·
22 Pope ·
23 Murphy ·
24 Almirón ·
25 Kelly ·
26 Ruddy ·
28 Willock ·
29 Gillespie ·
33 Burn ·
36 Longstaff ·
37 Murphy ·
39 Guimarães ·
67 Miley ·
Coach: Howe
· Assistent-coach: Jones